# Prefectura de Marrakech
La prefectura de Marrakech es una de las prefecturas de Marruecos, parte de la región de Marrakech-Safí. Tiene una superficie de 1.671 y 1.070.838 habitantes censados en 2004.

## División administrativa
La prefectura de Marrakech consta de cinco barrios (arrondissement) de Marrakech, un municipio y trece comunas:

### Barrios
- Annakhil
- Gueliz
- Marrakech-Medina
- Menara
- Sidi Youssef Ben Ali

### Municipios
- Mechouar Kasba

### Comunas
| - Agafay - Ait Imour - Alouidane - Harbil - Loudaya - M'Nabha - Ouahat Sidi Brahim | - Oulad Hassoune - Ouled Dlim - Saada - Sid Zouine - Souihla - Tassoultante |